# Brisbane International 2019
Brisbane International 2019 byl společný tenisový turnaj mužského okruhu ATP Tour a ženského okruhu WTA Tour, hraný v areálu Queenslandského tenisového centra na otevřených dvorcích s tvrdým povrchem Plexicushion. Konal se na úvod sezóny mezi 30. prosincem 2018 až 6. lednem 2019 v brisbaneském Tennysonu jako jedenáctý ročník turnaje.
Mužská polovina se řadila do kategorie ATP Tour 250 a její dotace činila 589 680 amerických dolarů. Ženská část s rozpočtem 1 milion dolarů byla součástí kategorie WTA Premier Tournaments. Turnaj představoval první událost Australian Open Series, s vrcholem v úvodním grandslamu roku Australian Open.
Nejvýše nasazenými hráči v soutěžích dvouher se stali devátý hráč žebříčku Kei Nišikori z Japonska, po Nadalově odstoupení, a ukrajinská světová čtyřka obhajující titul Elina Svitolinová, která v repríze finále 2018 vypadla ve druhém kole s Aljaksandrou Sasnovičovou. Jako poslední přímí účastníci do dvouher nastoupili japonský 76. tenista pořadí Jošihito Nišioka a 49. žena klasifikace Magdaléna Rybáriková ze Slovenska.
Dvanáctý singlový titul na okruhu ATP Tour vybojoval Japonec Kei Nišikori, jenž prolomil sérii devíti finálových porážek. Také dvanáctý turnajový triumf z dvouhry okruhu WTA Tour vyhrála Češka Karolína Plíšková, která tak poprvé získala druhou trofej z jediného turnaje. V Brisbane navázala na vítězství z roku 2017.
První společnou trofej z mužské čtyřhry okruhu ATP si odvezl novozélandsko-nizozemský pár Marcus Daniell a Wesley Koolhof. Třetí turnajové vítězství jako pár ze čtyřhry WTA získala americko-česká dvojice Nicole Melicharová a Květa Peschkeová.

## Rozdělení bodů a finančních odměn

### Rozdělení bodů
| Soutěž       | vítězové | finalisté | semifinalisté | čtvrtfinalisté | 16 v kole | 32 v kole | Q  | Q3 | Q2 | Q1 |
| ------------ | -------- | --------- | ------------- | -------------- | --------- | --------- | -- | -- | -- | -- |
| dvouhra mužů | 250      | 150       | 90            | 45             | 20        | 0         | 12 | —  | 6  | 0  |
| čtyřhra mužů | 250      | 150       | 90            | 45             | 0         | —         | —  | —  | —  | —  |
| dvouhra žen  | 470      | 305       | 185           | 100            | 55        | 1         | 25 | 18 | 13 | 1  |
| čtyřhra žen  | 470      | 305       | 185           | 100            | 1         | —         | —  | —  | —  | —  |

### Finanční odměny
| Soutěž                           | vítězové | finalisté | semifinalisté | čtvrtfinalisté | 16 v kole | 32 v kole | Q3     | Q2     | Q1     |
| -------------------------------- | -------- | --------- | ------------- | -------------- | --------- | --------- | ------ | ------ | ------ |
| dvouhra mužů                     | $90 990  | $49 205   | $27 175       | $15 435        | $8 880    | $5 320    | $2 575 | $1 285 | —      |
| čtyřhra mužů                     | $29 860  | $15 300   | $8 290        | $4 740         | $2 780    | —         | —      | —      | —      |
| dvouhra žen                      | $188 280 | $100 580  | $53 665       | $23 685        | $12 705   | $6 940    | $3 625 | $1 925 | $1 065 |
| čtyřhra žen                      | $48 330  | $25 820   | $14 110       | $7 180         | $3 900    | —         | —      | —      | —      |
| ve čtyřhře uváděna částka na pár |          |           |               |                |           |           |        |        |        |

## Dvouhra mužů

### Nasazení
| Stát                             | Hráč            | ATP | Nasazení |
| -------------------------------- | --------------- | --- | -------- |
| Španělsko                        | Rafael Nadal    | 2.  | 1.       |
| Japonsko                         | Kei Nišikori    | 9.  | 2.       |
| Spojené království               | Kyle Edmund     | 14. | 3.       |
| Rusko                            | Daniil Medveděv | 16. | 4.       |
| Kanada                           | Milos Raonic    | 18. | 5.       |
| Bulharsko                        | Grigor Dimitrov | 19. | 6.       |
| Austrálie                        | Alex de Minaur  | 31. | 7.       |
| Austrálie                        | Nick Kyrgios    | 35. | 8.       |
| Žebříček ATP k 24. prosinci 2018 |                 |     |          |

### Jiné formy účasti
Následující hráčí obdrželi divokou kartu do hlavní soutěže:
- Alex Bolt
- James Duckworth
- Alexei Popyrin

Následující hráči zasáhli do hlavní soutěže pod žebříčkovou ochranou:
- Andy Murray
- Jo-Wilfried Tsonga

Následující hráči postoupili z kvalifikace:
- Ugo Humbert
- Miomir Kecmanović
- Thanasi Kokkinakis
- Jasutaka Učijama

Následující hráč postoupil z kvalifikace jako tzv. šťastný poražený:
- Taró Daniel

### Odhlášení
před zahájením turnaje
- Rafael Nadal → nahradil jej  Jošihito Nišioka
- Mischa Zverev → nahradil jej  Jošihito Nišioka

## Mužská čtyřhra

### Nasazení
| Stát                                                                                      | Hráč           | Stát               | Hráč               | ATP | Nasazení |
| ----------------------------------------------------------------------------------------- | -------------- | ------------------ | ------------------ | --- | -------- |
| USA                                                                                       | Bob Bryan      | USA                | Mike Bryan         | 15. | 1.       |
| Japonsko                                                                                  | Ben McLachlan  | Německo            | Jan-Lennard Struff | 40. | 2.       |
| Finsko                                                                                    | Henri Kontinen | Austrálie          | John Peers         | 49. | 3.       |
| USA                                                                                       | Rajeev Ram     | Spojené království | Joe Salisbury      | 51. | 4.       |
| Žebříček ATP k 24. prosinci 2018; číslo je součtem žebříčkového postavení obou členů páru |                |                    |                    |     |          |

### Jiné formy účasti
Následující páry obdrželx divokou kartu do hlavní soutěže:
- James Duckworth /  Jordan Thompson
- Alex de Minaur /  Lleyton Hewitt

## Ženská dvouhra

### Nasazení
| Stát                             | Hráčka                 | WTA | Nasazení |
| -------------------------------- | ---------------------- | --- | -------- |
| Ukrajina                         | Elina Svitolinová      | 4.  | 1.       |
| Japonsko                         | Naomi Ósakaová         | 5.  | 2.       |
| USA                              | Sloane Stephensová     | 6.  | 3.       |
| Česko                            | Petra Kvitová          | 7.  | 4.       |
| Česko                            | Karolína Plíšková      | 8.  | 5.       |
| Nizozemsko                       | Kiki Bertensová        | 9.  | 6.       |
| Rusko                            | Darja Kasatkinová      | 10. | 7.       |
| Lotyšsko                         | Anastasija Sevastovová | 11. | 8.       |
| Žebříček WTA k 24. prosinci 2018 |                        |     |          |

### Jiné formy účasti
Následující hráčky obdržely divokou kartu do hlavní soutěže:
- Kimberly Birrellová
- Priscilla Honová[11]
- Samantha Stosurová

Následující hráčky postoupily z kvalifikace:
- Destanee Aiavová
- Marie Bouzková
- Harriet Dartová
- Anastasia Potapovová

### Odhlášení
před zahájením turnaje
- Camila Giorgiová → nahradila ji  Ajla Tomljanovićová

## Ženská čtyřhra

### Nasazení
| Stát                                                                                       | Hráčka             | Stát             | Hráčka             | WTA | Nasazení |
| ------------------------------------------------------------------------------------------ | ------------------ | ---------------- | ------------------ | --- | -------- |
| Česko                                                                                      | Barbora Krejčíková | Česko            | Kateřina Siniaková | 2.  | 1.       |
| Kanada                                                                                     | Gabriela Dabrowská | Čína             | Sü I-fan           | 22. | 2.       |
| USA                                                                                        | Nicole Melicharová | Česko            | Květa Peschkeová   | 28. | 3.       |
| Čínská Tchaj-pej                                                                           | Čan Chao-čching    | Čínská Tchaj-pej | Latisha Chan       | 45. | 4.       |
| Žebříček WTA k 24. prosinci 2018; číslo je součtem žebříčkového postavení obou členek páru |                    |                  |                    |     |          |

### Jiné formy účasti
Následující páry obdržely divokou kartu:
- Darja Gavrilovová /  Karolína Plíšková
- Elise Mertensová /  Samantha Stosurová

Následující pár nastoupil z pozice náhradníka:
- Olga Danilovićová /  Anastasija Potapovová

### Odhlášení
před zahájením turnaje
- Darja Gavrilovová (poranění pravého ramena)

## Přehled finále

### Mužská dvouhra
- Kei Nišikori vs.  Daniil Medveděv, 6–4, 3–6, 6–2

### Ženská dvouhra
- Karolína Plíšková vs.  Lesja Curenková, 4–6, 7–5, 6–2

### Mužská čtyřhra
- Marcus Daniell /  Wesley Koolhof vs.  Rajeev Ram /  Joe Salisbury, 6–4, 7–6(8-6)

### Ženská čtyřhra
- Nicole Melicharová /  Květa Peschkeová vs.  Čan Chao-čching /  Latisha Chan, 6–1, 6–1